# Baptistère de Padoue
Le baptistère de Padoue, dédié à saint Jean le Baptiste, est un édifice religieux situé sur la Piazza del Duomo, à côté du Dôme de Padoue. L'intérieur, préservé depuis sa réalisation datant du XIVe siècle, comprend l'une des fresques les plus importantes du Trecento, chef-d'œuvre du peintre florentin Giusto de Menabuoi. 

## Histoire
La construction du baptistère démarre au XIIe siècle, probablement au-dessus d'une structure déjà établie ; diverses retouches sont faites au cours du siècle suivant. Le baptistère est consacré par Guido, patriarche de Grado, en 1281. Entre 1370 et 1379, il est restauré et se transforme en mausolée pour le prince Francesco il Vecchio da Carrara et son épouse, Fina Buzzaccarini. Celui-ci supervise les travaux de décoration, qu'il confie à Giusto de Menabuoi (dont le lieu de sépulture sera retrouvé plus tard à l'extérieur du bâtiment).  
À la suite de la chute de la Maison de Carrare en 1405, les soldats vénitiens démolissent les grands monuments funéraires et couvrent les nombreux emblèmes de Francesco il Vecchio de peinture verte. Après diverses restaurations partielles au XXe siècle, les travaux attendent toujours une restauration complète. 

## Description
Le cycle de fresques décorant les murs, peint entre 1375 et 1376 par Giusto de Menabuoi, est considéré comme un chef-d'œuvre. Les œuvres qui précèdent celle de Menabuoi dans le baptistère sont fortement empreintes de rigidité romane et byzantine, comme on peut le voir dans la vision du Paradis de la coupole du baptistère : la scène est organisée autour d'un Christ pantocrator, autour duquel tourne une roue hypnotique faite d'anges et de saints, dont les auréoles dorées, vues d'en bas, semblent être l'œuvre d'un grand orfèvre. Au centre de cette représentation se trouve également la Mère de Dieu. Les peintures qui recouvrent les murs représentent des scènes de la vie de saint Jean-Baptiste (à gauche de l'entrée), de Marie et de Jésus.  Sur les parois adjacentes à l'autel sont représentés la Crucifixion et la Descente du Saint-Esprit, ainsi qu'un grand polyptyque, également de Giusto de Menabuoi, lequel se trouve sur l'autel lui-même. Sur les murs entourant l'autel, dans l'abside, sont peints des personnages et des images monstrueuses du Livre de l'Apocalypse.

## Analyse

### L'Annonciation
L'Annonciation est située dans un édicule architectural, dont la configuration semble à première vue  traditionnelle : l'Ange et la Vierge sont séparés par une colonne centrale qui, par sa mise en évidence, répète la partition traditionnelle de l'espace emblématique en monde humain et monde divin. L'image apporte cependant une définition nouvelle du « lieu figuratif » de la scène : les deux personnages sont en effet situés dans un espace unifié et cohérent, la cellule spatiale de leur rencontre et, innovation importante, articulée par une série d'ouvertures vers des espaces non représentés mais suggérés : porte donnant sur une loggia, ou donnant sur un escalier montant vers un étage non représenté. 
Le peintre reprend ainsi l'idée siennoise des édicules architecturaux articulés en divers espaces, mis au point en particulier pour les Nativités de la Vierge. Le transfert de cette idée dans un thème qui ne l'implique pas est particulièrement important. L'architecture demeure disproportionnée aux personnages, mais les ouvertures existent, les directions de parcours éventuels se multiplient : l'espace n'est plus une juxtaposition de cellules closes, il devient un continum traversant les divers « endroits » du récit.

## Galerie

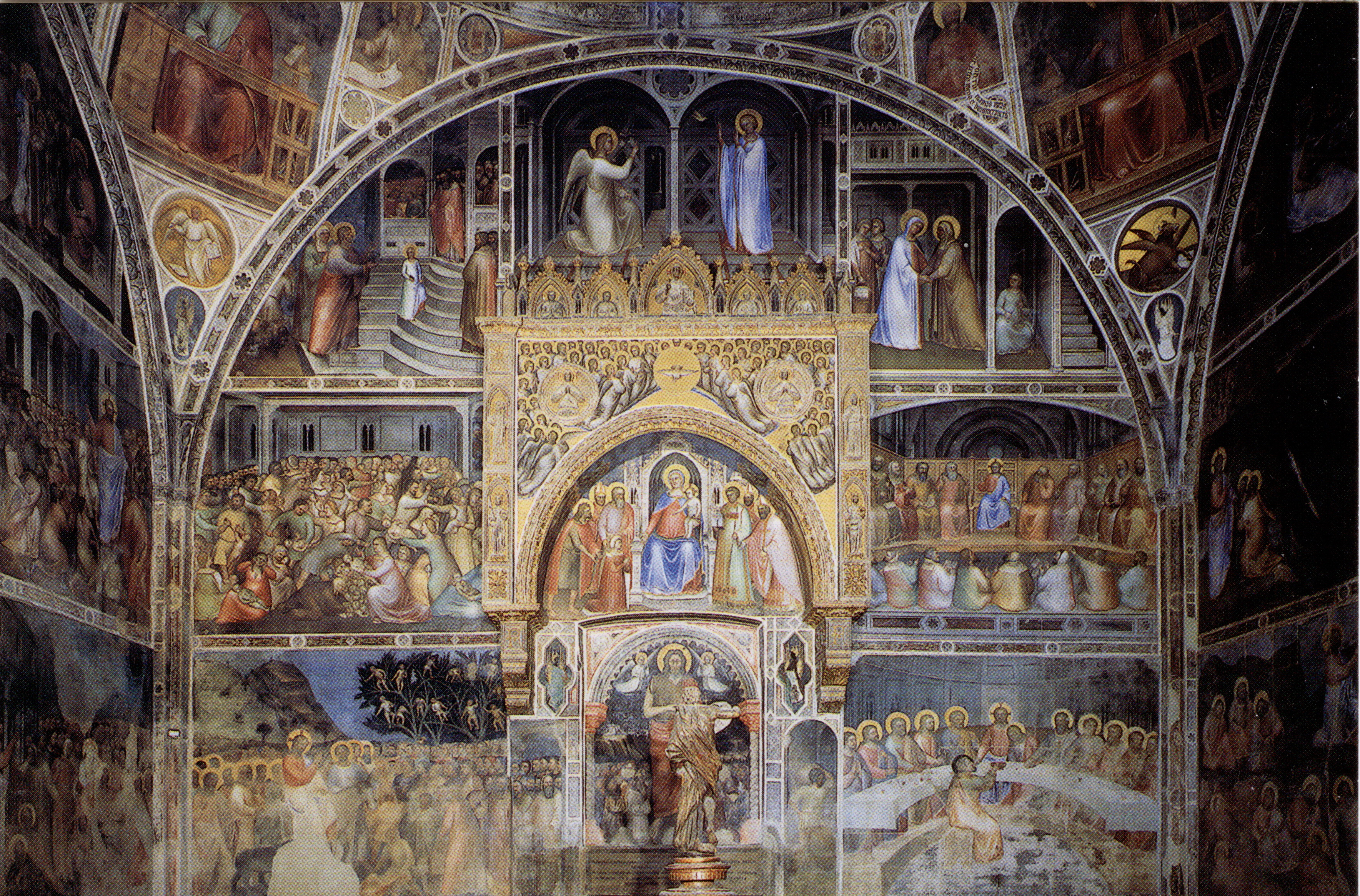
Mur Ouest.
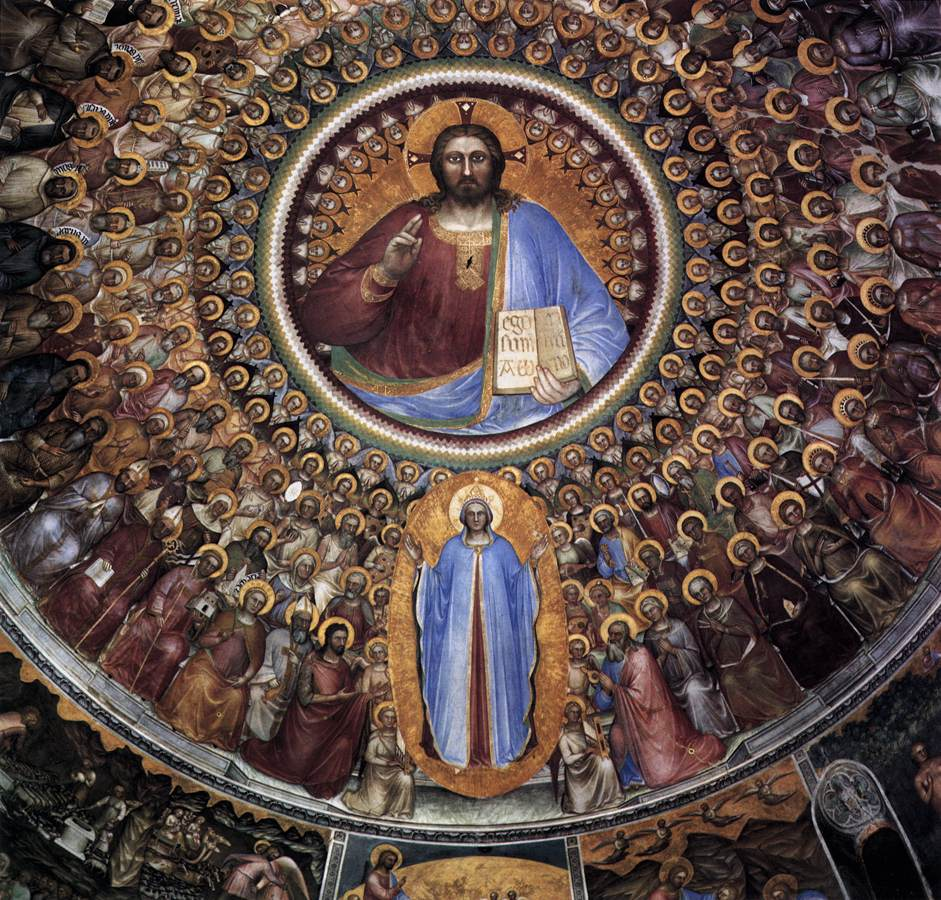
Le Christ pantocrator de la coupole.
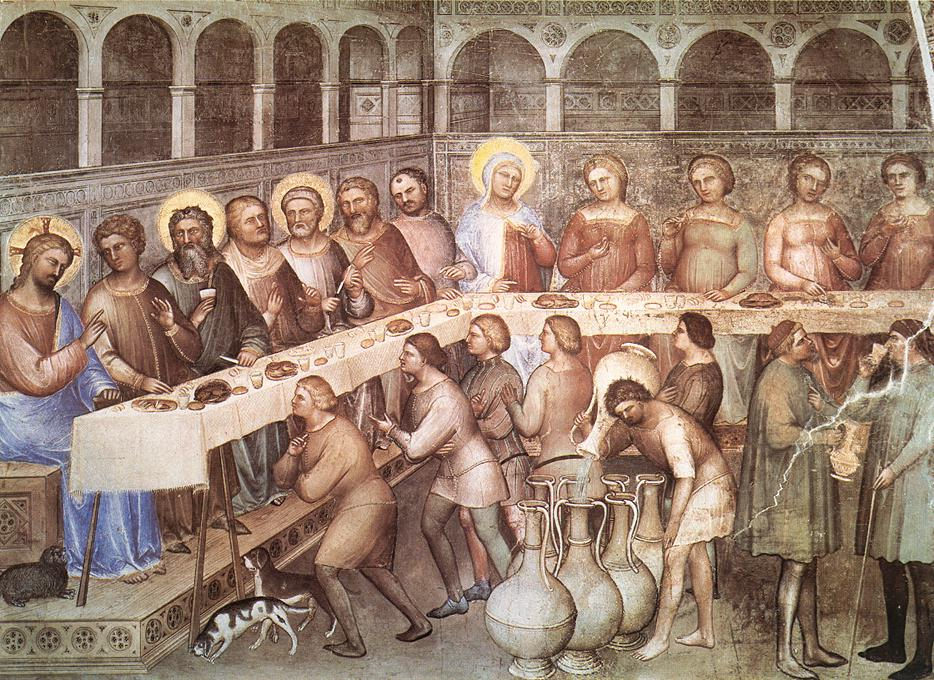
Les Noces de Cana. Mur Nord
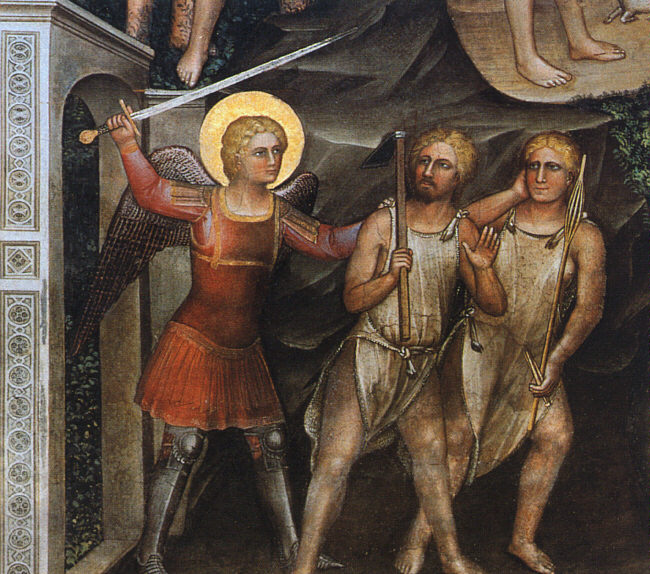
Adam et Ève chassés du Paradis. Dôme.
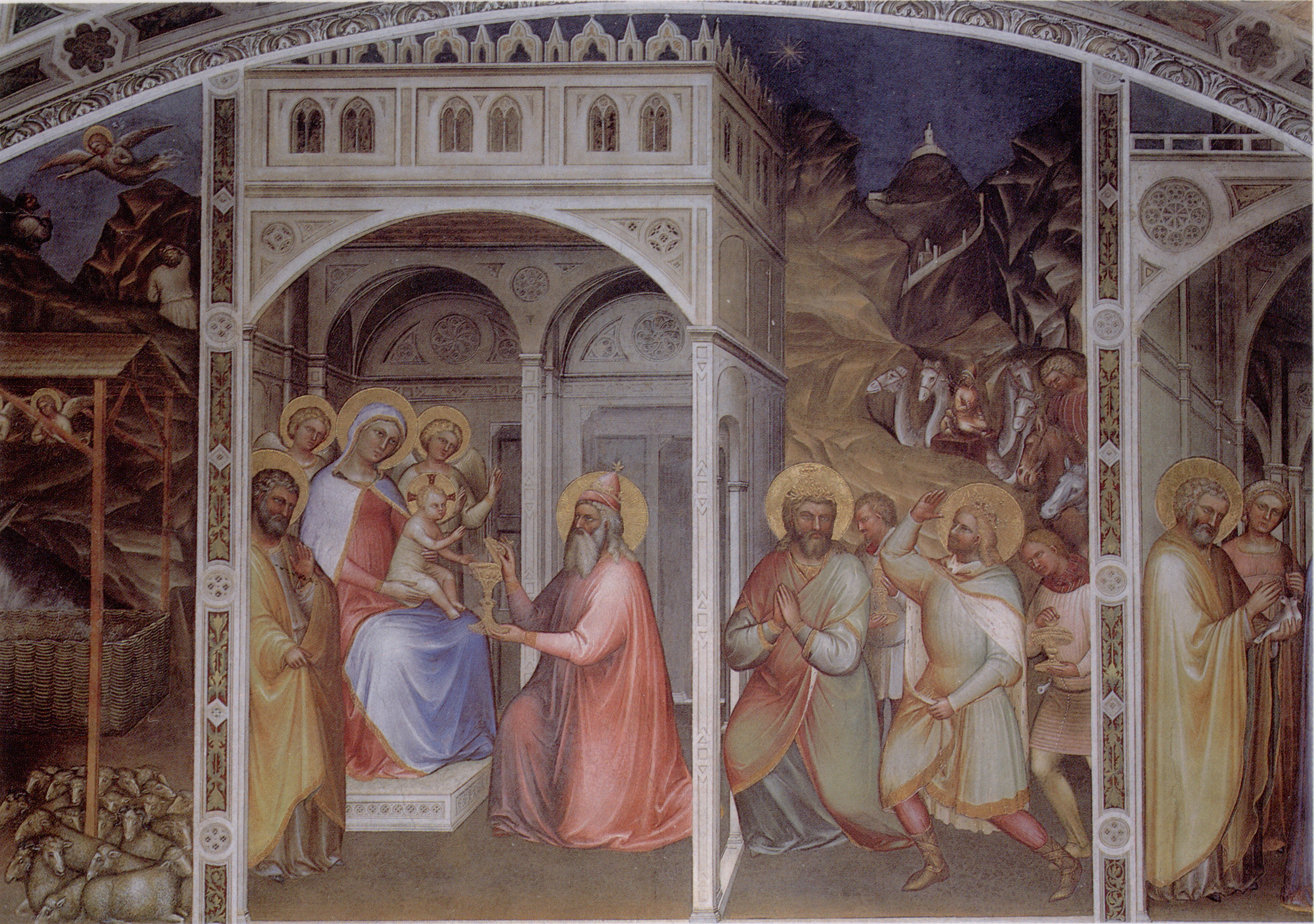
Les Trois Rois mages. Mur Nord
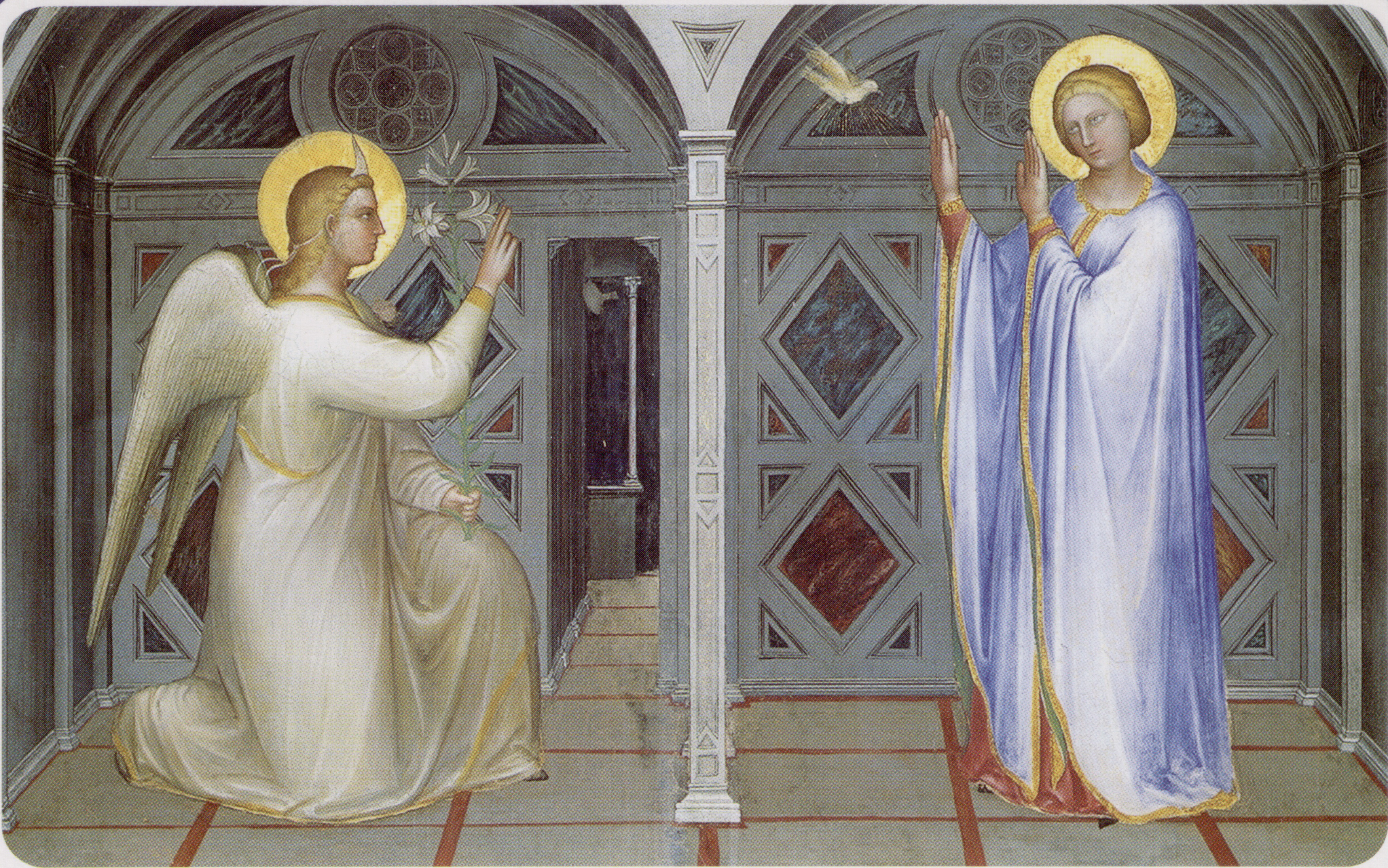
L'Annonciation. Mur Ouest
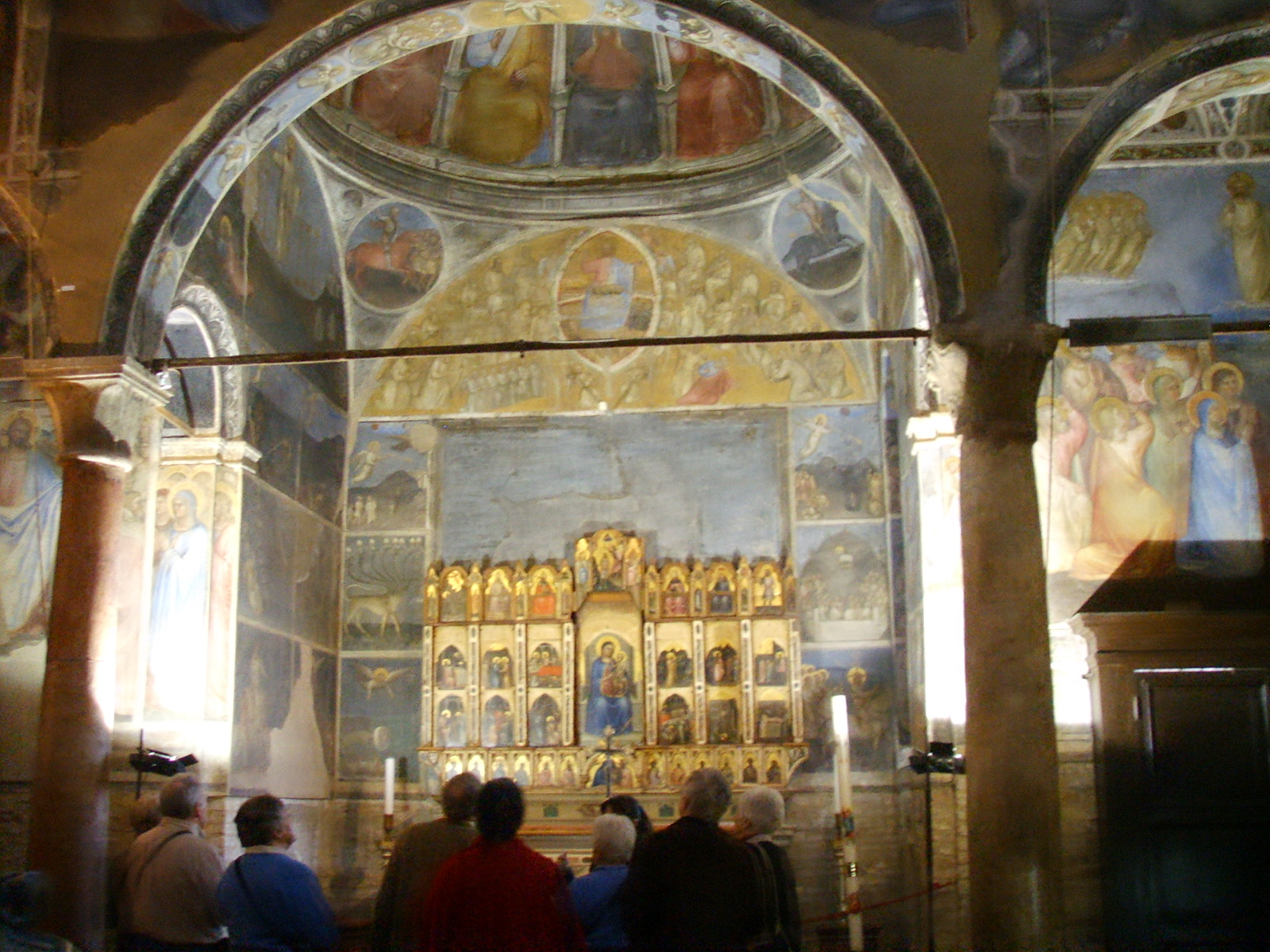
Polyptyque de Giusto de Menabuoi sur l'autel du Baptistère.
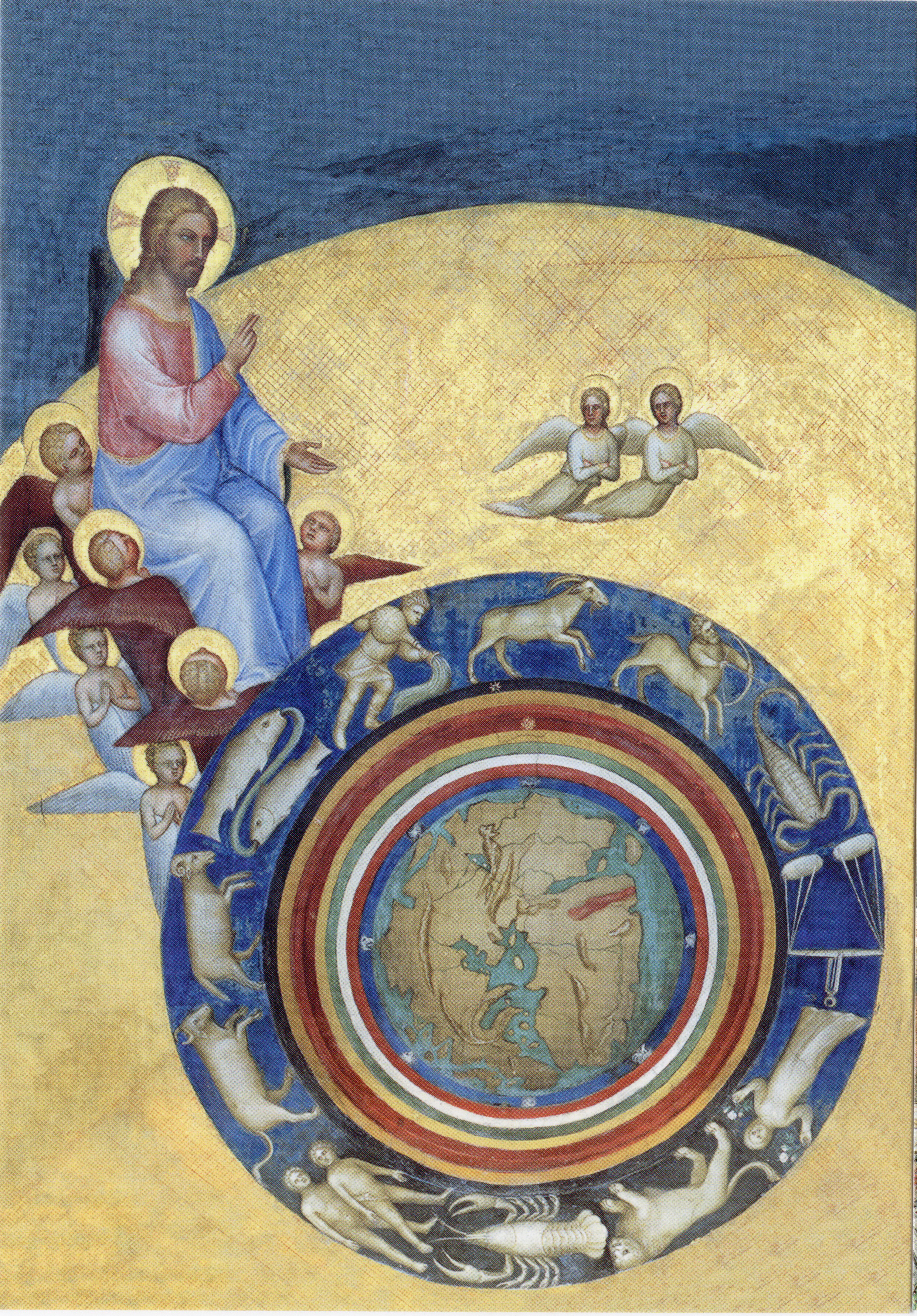
La Création du Monde.

## Source
- (en) Cet article est partiellement ou en totalité issu de l’article de Wikipédia en anglais intitulé « Padua Baptistery » (voir la liste des auteurs).